# Teresa Cohen
 Teresa Cohen  (* 14. Februar 1892 in Baltimore, Maryland; † 10. August 1992) war eine US-amerikanische Mathematikerin und Hochschullehrerin. Sie gehörte zu den ersten Frauen in den Vereinigten Staaten, die in Mathematik promovierten.

## Leben und Werk
Cohen wurde als Tochter von Rebecca Sinsheimer (1856–1938) und Benjamin Cohen (1855–1940) geboren. Nach dem Besuch der Friends School-Baltimore, erwarb sie 1912 den Bachelor of Arts in Mathematik und Physik am Goucher College. 1915 erwarb sie einen Master of Arts an der Johns Hopkins University, wo sie 1918 bei Frank Morley mit der Arbeit „Investigations of the plane quartic“ promovierte. Nach ihrer Promotion unterrichtete sie von 1918 bis 1920 an der Johns Hopkins Summer School. 1920 wurde sie als erste Frau an die Fakultät für Mathematik der Pennsylvania State University eingeladen. Sie wurde 1921 zum Assistenzprofessor, 1939 zum außerordentlichen Professor und 1945 als eine der wenigen Frauen zum ordentlichen Professor befördert. 1962 ging sie offiziell in den Ruhestand, unterhielt jedoch ein Büro in der Fakultät für Mathematik und unterrichtete bis 1985 Studenten kostenlos. Ein Unfall zwang sie, in ihrer Heimatstadt Baltimore in ein Pflegeheim zu ziehen. Zum Zeitpunkt ihres Todes war Cohen die älteste überlebende Absolventin des Goucher Colleges und Mitglied der Mathematical Association of America. Zu ihren Ehren wurde der Teresa Cohen Tutorial Endowment Fund an der Pennsylvania State University gegründet. 1987 gründete die Abteilung den Teresa Cohen Tutorial Endowment Fund, um ein Nachhilfeprogramm für Studenten zu fördern, das 1991 als Sperling-Cohen-Programm bekannt wurde. Sie war Mitglied der American Mathematical Society, von Pi Mu Epsilon und von Sigma Delta Epsilon, der nationalen Ehrengesellschaft für Frauen in der Wissenschaft. Sie war Gründungsmitglied des Penn State Chapter von Phi Beta Kappa.